# Tamiops rodolphii
Tamiops rodolphii — вид гризунів родини Sciuridae. Він зустрічається в східному Таїланді, Камбоджі, південному Лаосі та південному В'єтнамі. Цей вид зустрічається майже в кожному середовищі існування з деревами, включаючи вторинні ліси, чагарникові ліси та сади. Як і T. mcclellandii, цей вид використовує дупла в деревах як притулок і подорожує, стрибаючи на великі відстані між деревами.

## Морфологічні особливості
Довжина голови й тулуба становить приблизно 11,7–12 сантиметрів, а його вага становить близько 56 грамів, а хвіст завдовжки приблизно 10,7–12,2 сантиметра. Шерсть на спині тварини коричнева і має три темніші поздовжні смуги, розділені світлішими смугами. Середні світлі смуги вузькі.

## Поведінка
Однією з найбільш незвичайних особливостей поведінки Tamiops rodolphii є те, як вид шукає їжу на вертикальній поверхні кори дерев. Це відносно рідко зустрічається в родині вивіркових, особливо без адаптації кінцівок. Харчується переважно молодими бруньками, плодами та комахами.